# 1982년 오리콘 1위 싱글 목록
일본에서 한 주간 가장 많이 팔린 싱글은 오리콘 주간 차트에 실리며, 이 차트는 오리콘이 발행하는 잡지 《오리스타》에 개제된다. 판매량은 한 주 동안의 각 싱글의 판매량을 기준으로 오리콘이 종합한다.

## 차트 기록
| 발행일    | 싱글                               | 가수                              | 참고                                     |
| --------- | ---------------------------------- | --------------------------------- | ---------------------------------------- |
| 1월 4일   | 「セーラー服と機関銃」             | 야쿠시마루 히로코                 |                                          |
| 1월 11일  | 「セーラー服と機関銃」             | 야쿠시마루 히로코                 |                                          |
| 1월 18일  | 「セーラー服と機関銃」             | 야쿠시마루 히로코                 |                                          |
| 1월 25일  | 「情熱☆熱風☽せれなーで」           | 콘도 마사히코                     | 2주 연속                                 |
| 2월 1일   | 「情熱☆熱風☽せれなーで」           | 콘도 마사히코                     | 2주 연속                                 |
| 2월 8일   | 「赤いスイートピー」               | 마츠다 세이코                     | 3주 연속, 1982년 2월 1위                 |
| 2월 15일  | 「赤いスイートピー」               | 마츠다 세이코                     | 3주 연속, 1982년 2월 1위                 |
| 2월 22일  | 「赤いスイートピー」               | 마츠다 세이코                     | 3주 연속, 1982년 2월 1위                 |
| 3월 1일   | 「心の色」                         | 나카무라 마사토시                 | 5주 연속, 1982년 3월 1위                 |
| 3월 8일   | 「心の色」                         | 나카무라 마사토시                 | 5주 연속, 1982년 3월 1위                 |
| 3월 15일  | 「心の色」                         | 나카무라 마사토시                 | 5주 연속, 1982년 3월 1위                 |
| 3월 22일  | 「心の色」                         | 나카무라 마사토시                 | 5주 연속, 1982년 3월 1위                 |
| 3월 29일  | 「心の色」                         | 나카무라 마사토시                 | 5주 연속, 1982년 3월 1위                 |
| 4월 5일   | 「い・け・な・いルージュマジック」 | 이마와노 키요시로+사카모토 류이치 |                                          |
| 4월 12일  | 「ふられてBANZAI」                 | 콘도 마사히코                     | 4주 연속, 1982년 4월 1위                 |
| 4월 19일  | 「ふられてBANZAI」                 | 콘도 마사히코                     | 4주 연속, 1982년 4월 1위                 |
| 4월 26일  | 「ふられてBANZAI」                 | 콘도 마사히코                     | 4주 연속, 1982년 4월 1위                 |
| 5월 3일   | 「ふられてBANZAI」                 | 콘도 마사히코                     | 4주 연속, 1982년 4월 1위                 |
| 5월 10일  | 「渚のバルコニー」                 | 마츠다 세이코                     | 1982년 5월 1위                           |
| 5월 17일  | 「原宿キッス」                     | 타하라 토시히코                   | 3주 연속                                 |
| 5월 24일  | 「原宿キッス」                     | 타하라 토시히코                   | 3주 연속                                 |
| 5월 31일  | 「原宿キッス」                     | 타하라 토시히코                   | 3주 연속                                 |
| 6월 7일   | 「聖母たちのララバイ」             | 이와사키 히로미                   | 4주 연속, 1982년 6월·7월 1위             |
| 6월 14일  | 「聖母たちのララバイ」             | 이와사키 히로미                   | 4주 연속, 1982년 6월·7월 1위             |
| 6월 21일  | 「聖母たちのララバイ」             | 이와사키 히로미                   | 4주 연속, 1982년 6월·7월 1위             |
| 6월 28일  | 「聖母たちのララバイ」             | 이와사키 히로미                   | 4주 연속, 1982년 6월·7월 1위             |
| 7월 5일   | 「$百萬BABY」                      | Johnny                            |                                          |
| 7월 12일  | 「ハイティーン・ブギ」             | 콘도 마사히코                     | 5주 연속                                 |
| 7월 19일  | 「ハイティーン・ブギ」             | 콘도 마사히코                     | 5주 연속                                 |
| 7월 26일  | 「ハイティーン・ブギ」             | 콘도 마사히코                     | 5주 연속                                 |
| 8월 2일   | 「ハイティーン・ブギ」             | 콘도 마사히코                     | 5주 연속                                 |
| 8월 9일   | 「ハイティーン・ブギ」             | 콘도 마사히코                     | 5주 연속                                 |
| 8월 16일  | 「小麦色のマーメイド」             | 마츠다 세이코                     | 1982년 8월 1위                           |
| 8월 23일  | 「暗闇をぶっとばせ」               | 시마 다이스케                     |                                          |
| 8월 30일  | 「待つわ」                         | 아밍                              | 6주 연속, 1982년 1위 1982년 9월·10월 1위 |
| 9월 6일   | 「待つわ」                         | 아밍                              | 6주 연속, 1982년 1위 1982년 9월·10월 1위 |
| 9월 13일  | 「待つわ」                         | 아밍                              | 6주 연속, 1982년 1위 1982년 9월·10월 1위 |
| 9월 20일  | 「待つわ」                         | 아밍                              | 6주 연속, 1982년 1위 1982년 9월·10월 1위 |
| 9월 27일  | 「待つわ」                         | 아밍                              | 6주 연속, 1982년 1위 1982년 9월·10월 1위 |
| 10월 4일  | 「待つわ」                         | 아밍                              | 6주 연속, 1982년 1위 1982년 9월·10월 1위 |
| 10월 11일 | 「ホレたぜ!乾杯」                  | 콘도 마사히코                     | 2주 연속                                 |
| 10월 18일 | 「ホレたぜ!乾杯」                  | 콘도 마사히코                     | 2주 연속                                 |
| 10월 25일 | 「誘惑スレスレ」                   | 타하라 토시히코                   | 2주 연속                                 |
| 11월 1일  | 「誘惑スレスレ」                   | 타하라 토시히코                   | 2주 연속                                 |
| 11월 8일  | 「野ばらのエチュード」             | 마츠다 세이코                     | 3주 연속, 1982년 11월 1위                |
| 11월 15일 | 「野ばらのエチュード」             | 마츠다 세이코                     | 3주 연속, 1982년 11월 1위                |
| 11월 22일 | 「野ばらのエチュード」             | 마츠다 세이코                     | 3주 연속, 1982년 11월 1위                |
| 11월 29일 | 「セカンド・ラブ」                 | 나카모리 아키나                   | 3주 연속, 1983년 1월 1위                 |
| 12월 6일  | 「セカンド・ラブ」                 | 나카모리 아키나                   | 3주 연속, 1983년 1월 1위                 |
| 12월 13일 | 「セカンド・ラブ」                 | 나카모리 아키나                   | 3주 연속, 1983년 1월 1위                 |
| 12월 20일 | 「3年目の浮気」                    | 히로시 & 키보                     | 3주 연속, 1982년 12월 1위                |
| 12월 27일 | 「3年目の浮気」                    | 히로시 & 키보                     | 3주 연속, 1982년 12월 1위                |

## 연간 TOP 10
※ 집계: 1981년 12월 7일 - 1982년 11월 29일
- 1위: 아밍 「待つわ」
- 2위: 야쿠시마루 히로코 「セーラー服と機関銃」
- 3위: 이와사키 히로미 「聖母たちのララバイ」
- 4위: 나카무라 마사토시 「心の色」
- 5위: 호소카와 타카시 「北酒場」
- 6위: 나카지마 미유키 「悪女」
- 7위: 콘도 마사히코 「ハイティーン・ブギ」
- 8위: 사잔 올 스타즈 「チャコの海岸物語」
- 9위: 콘도 마사히코 「情熱☆熱風☽せれなーで」
- 10위: 콘도 마사히코 「ふられてBANZAI」